# FOMAプラスエリア
FOMAプラスエリア（フォーマプラスエリア）は、NTTドコモの第3世代移動通信システム携帯電話・FOMAの一部機種で利用できる、800MHz帯のW-CDMA方式によるサービスエリアのこと。2005年に、FOMAサービスエリア（2GHz帯）では電波が届きにくかった山間部などでの電波状況の改善を目的に開始されたが、現在は、都市部とその周辺部での2GHz帯を補完する目的でも使われている。
なお、日本で使用されている1GHz帯未満を利用する第3世代移動通信システムとしては、NTTドコモのFOMAプラスエリアの他、au（KDDI・沖縄セルラー電話連合）のN800MHz帯（新800MHz帯・CDMA2000 Band class0 subclass2、サービス名称としては特に記述無し）とSoftBankのプラチナバンド(UMTSバンド8)がある。

## 概要
NTTドコモが販売するFOMAプラスエリア対応機種は、2GHz帯FOMAエリアと800MHz帯FOMAプラスエリア共に通話と通信が可能である。FOMAエリアとFOMAプラスエリアで利用可能なサービスと料金に差異はなく、端末が自動で切り替えるため体感では「FOMAプラスエリア対応機種は通常より広い通信エリア」となる。
mova（ムーバ）も800MHz帯を使用していたが、FOMAとは異なる通信方式のPDC方式であるためmovaエリアとFOMAプラスエリアに関連はなく、N2701などで利用可能なデュアルネットワークサービスではない。
サービス開始当初、mova、au（KDDI・沖縄セルラー電話連合）や空港無線電話が使用する800MHz帯周波数を、特定山間部や陸地から遠距離の離島など、通信量が多い地域の飛来電波を十分に遮蔽可能な地域でFOMAプラスエリアに一部重複利用する事例や、共に800MHz帯であることを活用したアンテナの共同運用などが見られたが、後年では基地局と交換局間の回線容量からmovaサービスの早期終了によるFOMAプラスエリアサービスへの切り替え、現在では都市部や周辺部のサービスエリア補完のため、FOMAサービス基地局にFOMAプラスエリア設備を付加した2重構成基地局が増加している。2012年7月完了の800MHz帯再編以後、帯域幅が10MHz幅×2から15MHz幅×2へと広がりバンド6または19 として利用可能だが、この帯域はLTEサービスのXiとデュアル利用のため、15MHz幅×2全てをFOMAプラスエリアとして運用しない基地局もある。
2016年には、一部基地局で800MHz帯のフルLTE化が実施されており、当該エリアでは、FOMAプラスエリアとしては利用できない地域も存在する(2GHz帯はフルLTE化は実施されていない)。これにより、既存の800MHz帯、1.5GHz帯、2GHz帯に加え、800MHz帯、1800MHz帯、2GHz帯の3波による、PREMIUM 4G(キャリア・アグリゲーション)サービス(これに伴う最高速度は、下り最大375Mbps)が実施される予定となっている。ただし、800MHz帯のフルLTE化は、LTEのトラヒックの高いところでのみ導入し、地方部で2GHz帯のエリアであるFOMAサービスエリアのみでは心許ない地域などでは、プラスエリアを残す方針としている。

## 使用周波数

### 800MHz帯再編終了前
W-CDMA (UMTS) 800 バンド VI (6) : 最大10MHz幅×2
| バンド | ブロック | 上り (MHz) | 下り (MHz) | 間隔 (MHz) | 帯域幅 (MHz) | 備考 |
| ------ | -------- | ---------- | ---------- | ---------- | ------------ | ---- |
| VI (6) | A        | 830 - 835  | 875 - 880  | 45         | 5            |      |
| VI (6) | B        | 835 - 840  | 880 - 885  | 45         | 5            |      |

### 800MHz帯再編終了後
W-CDMA (UMTS) 800 バンド VI (6) または XIX (19) : 最大15MHz幅×2
| バンド   | ブロック | 上り (MHz) | 下り (MHz) | 間隔 (MHz) | 帯域幅 (MHz) | 備考 |
| -------- | -------- | ---------- | ---------- | ---------- | ------------ | --- |
| VI (6)   | A        | 830 - 835  | 875 - 880  | 45         | 5            | 隣接ブロック組合せで5MHz幅,10MHz幅,15MHz幅として運用 バンドVI(6)をFOMAプラスエリア、バンドXIX(19)をFOMAエリアとして運用 |
| VI (6)   | B        | 835 - 840  | 880 - 885  | 45         | 5            | 隣接ブロック組合せで5MHz幅,10MHz幅,15MHz幅として運用 バンドVI(6)をFOMAプラスエリア、バンドXIX(19)をFOMAエリアとして運用 |
| XIX (19) | C        | 840 - 845  | 885 - 890  | 45         | 5            | 隣接ブロック組合せで5MHz幅,10MHz幅,15MHz幅として運用 バンドVI(6)をFOMAプラスエリア、バンドXIX(19)をFOMAエリアとして運用 |

再編終了後は、下り875 - 880MHzのAブロックおよび下り880 - 885MHzのBブロックをバンド VI (6)、下り885 - 890MHzのCブロックをバンドXIX (19)としてサービスしている。しかし、CブロックはXi 800MHz帯のエリア拡大に伴いサービス地域がほぼ消滅しており、実質バンド VI (6)のみとなっている。

## 対応端末

### 国内
以下の機種を除くFOMA全機種（2010年1月現在）。
- FOMA 900iシリーズ
- FOMA 901iシリーズ（901iS以降の9シリーズは全機種対応）
- FOMA 700iシリーズ（700iS以降の7シリーズは全機種対応）
当初は901i・700iから対応するはずだったが、この周波数帯の使用にあたって当時自前のネットワークを構築して携帯電話市場に参入しようと計画していたソフトバンクグループ（現在のソフトバンクの親会社であったBBモバイル）が反対を表明した結果非対応となった。
- FOMA 20xxシリーズ
- FOMA 21xxシリーズ
- FOMA 24xxシリーズ
- FOMA 27xxシリーズ
- SIMPURE L（L600i）
- SIMPURE N（N600i）
- SIMPURE L1（L601i）
- FOMAらくらくホン（F880iES）
- FOMA NM850iG
- FOMA M1000
- BlackBerry 8707h

### 海外
W-CDMA#周波数帯に記載がある通り、UMTS850（バンドV）はUMTS800（バンドXIX/バンドVI）を内包しており、機器によってはFOMAプラスエリアでの通信ができるものもある。
例えば、iPhone 3GS、iPhone 4/iPhone 4Sは、UMTS2100とUMTS850で通信できるため、FOMAプラスエリアで使用が可能である（ただし、SIMロックがされていないか、海外からの旅行者が国際ローミングで利用することが前提である）。

### その他
バンド VI (6)非対応だがバンド XIX (19)対応の端末は、バンド VI (6)へアクセスする能力があるものの、その後接続しないのが本来の3GPP仕様であるため、バンド VI (6)を利用することはできない。しかしこの仕様に反してバンド VI (6)をバンドXIX (19)と見なし接続する端末もあり、それらの端末ではFOMAプラスエリアで使用することができる。特にSIMロックフリー端末においては日本国外のメーカーが日本国内での事情を十分把握しておらず、docomoの相互接続性試験も通すことなく端末発売に至ることがあり、そうした端末はFOMAプラスエリア非対応となる。